# 朱衡 (宣德進士)
朱衡（1407年—？），字永平，湖廣衡州衡陽縣人，民籍。明朝政治人物。進士出身。

## 生平
湖廣鄉試第十六名舉人。宣德八年（1433年）癸丑科會試第八十三名，殿試登進士第三甲第五十六名。

## 家族
曾祖父朱仁仲。祖父朱昕。父亲朱玹。母劉氏。慈侍下。兄英。弟奠、芳。娶王氏。